# Ole Qvist
Ole Qvist (Koppenhága, 1950. február 25. – ) dán válogatott labdarúgókapus.

## Pályafutása

### Klubcsapatban
Koppenhágában született. 1973 és 1987 között egyetlen klubcsapatban, a KB-ben játszott, melynek színeiben 1974-ben és 1980-ban dán bajnoki címet szerzett.

### A válogatottban
1979 és 1986 között 39 alkalommal szerepelt a dán válogatottban. Részt vett az 1984-es Európa-bajnokságon és az 1986-os világbajnokságon.

## Sikerei
KB
- Dán bajnok (2): 1974, 1980